# Iron Maiden (альбом)
Iron Maiden — дебютный студийный альбом британской хеви-метал-группы Iron Maiden. Был издан 14 апреля 1980 года в Британии компанией EMI, а спустя несколько месяцев в США — Harvest/Capitol Records, позже Sanctuary Records/Columbia Records. Американское издание включало в себя песню «Sanctuary», которая в Британии вышла лишь в качестве сингла. В 1998 году альбом, как и все предшествующие The X Factor студийные работы Iron Maiden, был переиздан, на этот раз данная композиция присутствовала во всех изданиях.
В основном альбом состоит из песен, которые группа исполняла на концертах за несколько лет до записи. Некоторые из них, как «Sanctuary» и «Iron Maiden», по-прежнему входят в концертную программу коллектива.

## Запись
Спустя четыре года с начала своего существования, накопив достаточное количество материала и денег, Iron Maiden решили приступить к записи своего первого альбома, для осуществления чего избрали лондонскую студию Kingsway Studios. К записи группа приступала уже с готовым, проверенным годами концертных выступлений материалом, но на этот раз трудности были сопряжены с другим: музыканты не могли найти подходящего продюсера.
Работа над записью началась ещё, когда в составе коллектива был Даг Сэмпсон (англ. Doug Sampson), и группа начала запись в качестве квартета со звукоинженером по имени Гай Эдвардс (англ. Guy Edwards) в маленькой местной студии в Ист-Энде. Тогда музыканты остались недовольны «грязноватым» звучанием записи Эдвардса, и эту затею пришлось оставить. Единственным уцелевшим треком была песня «Burning Ambition» — второсортный номер за авторством Стива Харриса, который, тем не менее, занял место на второй стороне вскоре вышедшего сингла — «Running Free».
После прекращения работы с Эдвардсом Iron Maiden обратились к продюсеру Энди Скотту (англ. Andy Scott), гитаристу глэм-рок-группы Sweet. Однако и на этот раз сотрудничество не оказалось продуктивным, и ни одна запись так и не была закончена. Скотт пытался заставить играть Стива обычным медиатором, в то время как Стив предпочитал технику игры всеми пальцами.
В конце концов, вмешался Брайан Шеперд (глава отдела A&R EMI) и порекомендовал попробовать ветерана рок-продюсера Уилла Мэлоуна (англ. Will Malone), который был известен своей работой с Black Sabbath и Митом Лоуфом. По мере того, как даты выступлений начали заполнять календарь, у группы не оставалось бо́льшего выбора, как сделать запись с предложенным продюсером. Студия Kingsway была немедленно заказана, чтобы начать запись, но вскоре команда осталась сильно недовольна поведением продюсера, который переложил всю свою работу на местного звукоинженера Мартина Левана (англ. Martin Levan).
Мы знали, чего хотим, и, слава Богу, звукоинженер был неплохим, но что касается Уилла Мэлоуна… Короче, мы обошлись без него, обошли стороной, понимаешь? Мы приходили, записывались, а потом подходили к нему с вопросом «Что скажешь, Уилл?». А тот, завалив ноги на пульт, листая «Country Life» (или что-то в этом роде), бросал совершенно отсутствующий взгляд поверх журнала и произносил: «О, я думаю, вы можете сделать ещё лучше». Так что мы избегали его, направлялись прямо к инженеру. А он был молодец, слава Богу. На самом деле получилось записать неплохой звук, и мы в основном спродюсировали все сами.
Оригинальный текст (англ.)
We knew what we wanted, and thank God the engineer was good, but as for Will Malone... Well, we just bypassed him, worked around him, you know what I mean? We'd go in there, we'd do a tape, then go in and say to him, 'What do you think, Will?' And he'd have his fucking feet up on the mixing desk, reading Country Life or whatever, completely mongled out of his head, and he'd look over the top of it and go, 'Oh, I think you can do better.' So we used to bypass him and went to the engineer. And he was good, thank God. We actually got some good sounds down and basically produced it ourselves.
Стив Харрис
Иную точку зрения на роль продюсера имел гитарист группы Деннис Стреттон (англ. Dennis Stratton), самостоятельная позиция которого проявилась и в процессе записи альбома. Позже сам музыкант говорил по этому поводу так:
Когда я пришёл в группу, они сделали на тот момент всего лишь несколько демозаписей. Они никогда серьёзно не записывались, в отличие от меня – с No Dice и другими, так что было очевидно, что я сильнее подкован, потому что имел больше опыта, чем они. Только и всего. Я прослушал демо из студии Spaceward, и там было столько простора для совершенства в плане продюсирования, бэк-вокала, гитарных гармоний… Но продюсера выбирали Род и Стив, и это они привели Уилла Мэлоуна. Лично я наслаждался таким опытом. Возможно, Уилл не самый лучший продюсер в мире, но мы могли нивелировать это работой с инженерами, а я люблю работать с инженерами. Тогда получается сделать много настоящей работы, когда, обладая идеями, творишь песни с помощью хорошего звукоинженера.
Оригинальный текст (англ.)
When I went into the band, they'd only really done demos. They'd never recorded seriously and I had, with No Dice and at other sessions, and it was just generally acknowledged that I was more experienced than they were, that's all.
"I listened to the Spaceward demos, and there was so much scope for improvement, production-wise, backing-vocals-wise, harmony-guitars-wise... But it was down to Steve and Rod to choose a producer, and they got Will Malone in. Personally, I really enjoyed the experience. Will may not have been the greatest producer in the world, but it meant that we could get on with it with the engineers, and I like working with engineers. That's where a lot of the real work's done in the studio, having ideas, building a song up with the help of a good engineer.

Ярким примером противоречий послужило расхождение во взглядах относительно «некоторых дополнительных моментов» в «Phantom Of The Opera», которые Деннис записал на пару с Мартином Леваном, пока остальных участников группы не было в студии. Поддавшись своей любви к творчеству Wishbone Ash и Queen, Деннис воспринял эпическую композицию Стива слишком буквально и попытался переделать трек в нечто, как сказал Стив двадцатью годами позже, «похожее на „испорченную Богемскую Рапсодию“. Они проиграли её мне, и я подумал „Это что ещё за херня?“».
В тот момент, когда мы стали записывать «Phantom», — утверждал Стрэттон, — я прекрасно сошёлся с Мартином, который позже работал с Маттом Лангом и Def Leppard, короче говоря, когда подошло время гитарных гармоний и бэк-вокала в припевах, я искренне попытался сделать наилучшее звучание для этой песни. То есть, клянусь, не было никакой попытки повернуть группу в другом направлении, ничего такого. Я на самом деле считал, что то, что я добавляю, идеально подходит репертуару Iron Maiden. Один раз они высказались по этому поводу, да, припоминаю. Это звучало слишком похоже на Queen. Но ведь это я — меня просто понесло! Послушал Род и сказал: «Это чересчур смахивает на Queen. Избавьтесь от этих многоголосий». Так они и поступили. Они стерли с плёнки добавленные мной гитары и голоса, и, в итоге, осталась прежняя, сырая и живая песня Maiden, которая в точности является тем, чем они позже и оставались: ничего вылизанного и лощёного. Но это тот момент, как мне кажется, когда Стив и Род решили, что я настойчиво пытаюсь изменить саунд, чего в действительности не было! Мне казалось, что я не отнимал, а добавлял.
Оригинальный текст (англ.)
By the time we came down to doing «Phantom» I got on really well with Martin, who later went on to work with Mutt Lange and Def Leppard, and so, when it came to doing all the harmony guitarparts and the backing vocals for the choruses, I really went to town to try and produce what I thought was the best possible sound I could to go with the song. I mean, I swear it wasn't anything to do with me trying to push the band in a new direction, or anything like that. I honestly felt what I was adding to the track was perfect Iron Maiden-type stuff. Once they'd said something, though, I did see it, yeah. It sounded too much like Queen. But that's me - I get carried away. Rod heard it and said, 'It sounds just like Queen. Get rid of the voices.' So they did. They took the voices and guitars that I had added off the tape and you were left with the original, raw, live Maiden song, which is exactly what they were after, not anything too polished. But I think that's when Steve and Rod decided I was trying to intentionally change the sound, which I wasn't at all! I thought I was just adding to it, not taking away from it.

В дальнейшем Стив Харрис заявил, что недоволен осуществлённым продюсированием альбома.
Песни в альбоме были действительно сильные. Это было лучшее за предыдущие четыре года. Но я никогда не был по-настоящему доволен продюсированием. Я всегда чувствовал, что гитары не были достаточно тяжёлыми... . Он мог стать великим альбомом. Некоторые, вероятно, считают, что он таким и является. Но по моему мнению он таким никогда не был. Я считаю, что это позор. - Стив Харрис 
В конце концов, несмотря на возрастающие противоречия, музыкантам удалось записать восемь песен, микширование которых завершилось в Morgan Studios. Вскоре после записи Стреттон покинул группу.

## Список композиций
| # | Оригинальное название | Перевод                   | Музыка / Слова           | Время |
| - | --------------------- | ------------------------- | ------------------------ | ----- |
| 1 | Prowler               | Бродяга                   | Стив Харрис              | 3:55  |
| 2 | Remember Tomorrow     | Помни про завтрашний день | Стив Харрис, Пол Ди'Анно | 5:28  |
| 3 | Running Free          | Свободный                 | Стив Харрис, Пол Ди'Анно | 3:17  |
| 4 | Phantom of the Opera  | Призрак оперы             | Стив Харрис              | 7:20  |
| 5 | Transylvania          | Трансильвания             | Стив Харрис              | 4:05  |
| 6 | Strange World         | Странный мир              | Стив Харрис              | 5:46  |
| 7 | Charlotte The Harlot  | Проститутка Шарлотта      | Дэйв Мюррей              | 4:13  |
| 8 | Iron Maiden           | Железная дева             | Стив Харрис              | 3:35  |

| # | Оригинальное название | Перевод                   | Музыка / Слова                        | Время |
| - | --------------------- | ------------------------- | ------------------------------------- | ----- |
| 1 | Prowler               | Бродяга                   | Стив Харрис                           | 3:55  |
| 2 | Sanctuary             | Убежище                   | Дэйв Мюррей, Пол Ди'Анно, Стив Харрис | 3:16  |
| 3 | Remember Tomorrow     | Помни про завтрашний день | Стив Харрис, Пол Ди'Анно              | 5:28  |
| 4 | Running Free          | Свободный                 | Стив Харрис, Пол Ди'Анно              | 3:17  |
| 5 | Phantom of the Opera  | Призрак оперы             | Стив Харрис                           | 7:08  |
| 6 | Transylvania          | Трансильвания             | Стив Харрис                           | 4:19  |
| 7 | Strange World         | Странный мир              | Стив Харрис                           | 5:32  |
| 8 | Charlotte The Harlot  | Проститутка Шарлотта      | Дэйв Мюррей                           | 4:13  |
| 9 | Iron Maiden           | Железная дева             | Стив Харрис                           | 3:35  |

## Песни
Prowler — энергичная песня с запоминающимся гитарным соло. Впервые этот трек вышел ещё на дебютном EP группы The Soundhouse Tapes. Текст песни достаточно простой (что типично для песен рок-групп того времени) и повествует о бродяге, который любит подглядывать за женщинами. Как отмечал Стив Харрис, «Prowler» является очень особенной композицией для группы, поскольку именно с неё началось восхождение Iron Maiden в британских чартах.
Sanctuary впервые появилась на сборнике Metal For Muthas. Песня отсутствовала в англо-европейской версии альбома до переиздания 1998 года. Это была вторая композиция группы, которая достигла 29 позиции в британских чартах. Это быстрая и энергичная песня о преступнике, пытающемся избежать наказания.
Remember Tomorrow — первый лирический трек группы. Текст песни принадлежит Полу Ди’Анно. Существует версия, что дед музыканта служил в Королевских военно-воздушных силах во время Второй мировой войны, и песня посвящена именно ему. Отмечая, что в любой композиции должны присутствовать чувства, Стив Харрис признавался, что в медленных проигрышах «Remember Tomorrow» их сверх меры.
Running Free — один из известнейших «боевиков» Iron Maiden. В первых записанных версиях на песне было соло Мюррея, не записанное в окончательном варианте. В песне речь идет о американском подростке, сбежавшем из дому, и в общем-то, наслаждающимся свободой. Написанная при участии Пола Ди’Анно, композиция явилась для него в некотором смысле автобиографической, в чём позже признавался сам музыкант.
Phantom of the Opera — эпическая длинная песня, основанная на книге «Призрак Оперы» Гастона Леру. По мнению Стива Харриса, это именно та песня, в которой ему удалось все, и именно в этом направлении надлежало двигаться группе.
Это очень длинная песня,которая была сделана по частям. Средняя часть полностью отдельная,но вписывается очень хорошо. Выглядело очень верным сделать переход с медленной части в среднюю. Phantom — одна из лучших песен,которые я когда-либо написал, и, определённо, одна из самых приятных для исполнения. Она имеет все эти замысловатые гитарные партии, которые и делают её интересной. При том там есть медленная часть, которая создаёт действительно хорошее настроение. И есть быстрые хэви-металические стандарты,которые действительно потрясают. И кроме того она имеет места для соучастия толпы. Это был хороший пример того,чего я хотел добиться.
Оригинальный текст (англ.)
This is a very long song that was done in sections. The middle part was totally separate but it fit in very well. It felt right to go from the slow part into the middle section. 'Phantom' is one of the best pieces I've ever written, and certainly one of the most enjoyable to play. It's got all these intricate guitar lines which keep it interesting. Then there's the slow middle part which creates quite a good mood. It's also got fast heavy pars which are really rockin'. And it's also got areas for crowd participation. It pretty much covers all the bases for the band. It was also a good example of what I wanted to get across.
Стив Харрис 
Transylvania — известная инструментальная композиция группы. Возможно, что композиция навеяна произведениями Брэма Стокера про графа Дракулу. Первоначально предполагалось, что песня будет с текстом, однако в дальнейшем группа сочла, что трек хорош сам по себе.
Strange World — медленная баллада, некоторые считают её продолжением предыдущего трека, однако абсолютно ясного толкования этой песни нет.
Charlotte the Harlot — задорная песня о проститутке, открывающая целую серию песен, которые выйдут у группы в дальнейшем, написанных на одну (или близкую) тему. Существует версия (со слов Пола Ди Анно), что песня посвящена реальной 45-летней проститутке по прозвищу High Hill Lil, звезде одного из публичных домов.
Iron Maiden — энергичная песня, закрывающая альбом, не имеет длительных гитарных соло и содержит довольно примитивный текст, что не помешало стать ей визитной карточкой группы, которую включает сет-лист каждого концерта группы. С равным успехом она может посвящаться как средневековому орудию пыток, так и тогдашнему премьер-министру Великобритании Маргарет Тэтчер. Последнее, по понятным причинам, никогда официально не подтверждалось.

## Обложка
Начиная с этого альбома, с группой сотрудничает художник Дерек Риггс (англ. Derek Riggs), запечатлевший на обложке маскота группы: монстра Эдди (Eddie), который в дальнейшем присутствует на обложке каждого альбома Iron Maiden. Год от года его облик претерпевает различные изменения: от фараона до солдата британской армии и даже космонавта. Череда его образов подробно показана в клипе «Wasted Years».
Причину перехода Эдди, который до этого был сценичной маской, висевшей за спиной барабанщика во время концерта, на обложку альбома объяснил менеджер группы Род Смоллвуд. По его утверждению группа прекрасно выступала на сцене, но ничего не представляла собой за её пределами. Поэтому Iron Maiden нуждались в какой-то фигуре, которая бы представляла их лучше на обложке альбома, чем обыкновенная фотография с концерта.
Знакомство с Риггсом произошло после того, как Смоллвуд зашёл в офис EMI и увидел на стене плакат известного джазмена Макса Мидлтона (англ. Max Middleton). Работа художника настолько его поразила, что он изъявил желание познакомиться с ним. Этим художником и оказался Деррик Риггс. При встрече Род при просмотре порт-фолио художника обнаружил иллюстрацию, которая впоследствии и стала обложкой первого альбома Iron Maiden (единственное отличие было в том, что Дерек рисовал с целью продать иллюстрацию какой-то панк-группе и поэтому волосы у Эдди были короткими, но по просьбе Смоллвуда он их «отрастил»). Взяв порт-фолио с собой, менеджер группы показал рисунки Дерека музыкантам, которые также единогласно выбрали рисунок с монстром для обложки альбома. Не возникло противоречий и при обсуждении имени персонажа, единогласно он был именован Эдди. По признанию художника, прототип Эдди он сделал после того как увидел плакат, посвящённый войне во Вьетнаме — на нём была изображена высушенная голова, насаженная на ствол танка. Проснувшись однажды ночью, Риггс был поражён унылой картиной за окном: луна, облака и жёлтый фонарь навевали ужасающую скуку, и тем не менее именно такой пейзаж художник посчитал наиболее подходящим для «персонажа с такой рожей, как у Эдди».

## Критика, достижения и влияние
Альбом был благосклонно встречен критикой. Известный рок-журналист Джэф Бартон, наградив альбом максимальным количеством баллов на страницах журнала Sounds, описал его как образец хэви-метала 80-х гг. Спустя четверть века Бартон писал::
На Iron Maiden музыканты предстают перед нами бандой нечёсаных выскочек из Ист-Энда, которым есть много чего сказать, а не той вышколенной прог-металической машиной, которой они стали позднее. ... Люди уже успели наговорить немало всякой всячины о панковских корнях Iron Maiden, но, по правде говоря, Iron Maiden просто агрессивный металический альбом, грубый, как необработанная рана.
Также альбом за свою агрессивность получил от музыкальной прессы ярлык «панк-метал», что мало соответствовало истине, поскольку Харрис написал большинство материала для него ещё задолго до появления панка и приобретения им известности. Дебютная работа Iron Maiden вошла в список важнейших альбомов рок- и поп-музыки, опубликованный в альманахе американских музыкальных критиков «1001 Albums You Must Hear Before You Die». Кроме того, пластинка была включена в сотню лучших металических альбомов под № 40 по версии сайта Metal-Rules.com. Radio Rock, финская радиостанция, часть медиаконгломерата Sanoma, в списке «100 лучших рок-альбомов» присвоила пластинке 48-ю позицию. В 2022 году журнал Metal Hammer включил Iron Maiden в список «50 величайших хеви-металических альбомов всех времён». В 2020 году диск вошёл в список  «80 величайших альбомов 1980-х» по версии журнала Rolling Stone.
На композиции «Prowler», «Remember Tomorrow», «Running Free» неоднократно создавались кавер-версии различными группами, включая Grave Digger, Burden of Grief, Metallica, Trivium и др. Мартин Эрик Эйн (англ. Martin Eric Ain), бас-гитарист влиятельной швейцарской группы Celtic Frost, в одном из интервью заявил, что на звучание группы значительное влияние оказало раннее творчество Iron Maiden — их дебютный альбом и EP The Soundhouse Tapes.

## Переиздания и исполнение
Переиздание 1995 года имеет бонус-диск, который содержит треки
1. Burning Ambition — 2:40
2. Drifter (live) — 6:04
3. I’ve Got the Fire (live) — 3:14

Американское издание содержит трек Sanctuary (Мюррей, Ди Анно, Харрис) — 3:16
Туры
В поддержку альбома был проведён Iron Maiden Tour, который состоял из двух частей (первая — апрель — август 1980 года, вторая — ноябрь-декабрь 1980 года).
В 2004 году в рамках возвращения к своему наследию Iron Maiden провели Early Days Tour, на котом исполняли песни с первых альбомов, включая и Iron Maiden.
DVD
По мотивам дебютной пластинки Iron Maiden было создано несколько DVD. Первый из них, «Iron Maiden — World’s Greatest Albums» (2007) был создан в рамках серии документальных фильмов World’s Greatest Albums и содержит интервью с музыкальными критиками и бывшими участниками группы, в которых освещается процесс создания альбома. В том же году был выпущен «Iron Maiden — Rock Case Studies», при создании которого были задействованы те же лица, что и на предыдущем DVD, соответственно материал предоставлен также практически идентичный. Выпуск обоих DVD не был одобрен непосредственно самой группой.

## Чарты и сертификации
| Страна         | Высшая позиция |
| -------------- | -------------- |
| Великобритания | 4              |
| Греция         | 52             |
| Франция        | 10/69          |
| Швеция         | 27             |

| Страна                | Статус     | Продажи |
| --------------------- | ---------- | ------- |
| Великобритания (BPI)  | Платиновый | 300 000 |
| Германия (BVMI)       | Золотой    | 250 000 |
| Канада (Music Canada) | Платиновый | 100 000 |

## Участники записи
- Пол Ди’Анно (англ. Paul Di Anno) — вокал
- Стив Харрис (англ. Steve Harris) — бас-гитара, бэк-вокал
- Дэйв Мюррей (англ. Dave Murray) — гитара
- Деннис Стрэттон (англ. Dennis Stratton) — гитара, бэк-вокал
- Клайв Барр (англ. Clive Burr) — ударные